# Stortjärnen (Brunflo socken, Jämtland, 698592-146087)
Stortjärnen är en sjö i Östersunds kommun i Jämtland och ingår i Ljungans huvudavrinningsområde.